# Richard Dabas
Richard Joel Dabas Pérez (sinh ngày 4 tháng 8 năm 1994) là một cầu thủ bóng đá người Cộng hòa Dominica thi đấu ở vị trí tiền vệ cho Cibao FC ở Liga Dominicana de Fútbol.
Anh ghi bàn thắng quyết định ở chung kết Giải vô địch các câu lạc bộ bóng đá Caribe 2017.

## Thống kê sự nghiệp
| Câu lạc bộ          | Mùa giải            | Giải vô địch | Giải vô địch |
| Câu lạc bộ          | Mùa giải            | Số trận      | Bàn thắng    |
| ------------------- | ------------------- | ------------ | ------------ |
| Moca                | 2012–13             | 7            | 0            |
| Moca                | 2014                | ?            | ?            |
| Moca                | 2015                | ?            | 2            |
| Moca                | 2016                | ?            | 0            |
| Moca                | Tổng cộng           | 7+           | 2+           |
| Cibao               | 2017                | 0            | 0            |
| Cibao               | Tổng cộng           | 0            | 0            |
| Tổng cộng sự nghiệp | Tổng cộng sự nghiệp | 7+           | 2+           |

## Danh hiệu
- Cibao
  - Giải vô địch các câu lạc bộ bóng đá Caribe (1): 2017